# Justine Cathrine Rosenkrantz
Justine Cathrine Rosenkrantz, död 1746, var en dansk hovdam och politisk agent. 
Dotter till Ludvig Rosenkrantz, var hon 1680-99 hovdam åt drottning Charlotte Amalie. Hon hade satts på sin position av Charlotte Amalies motståndare för att fungera som spion. Hon beskrivs som oattraktiv men som en skicklig intrigör och oförskämd mot Charlotte Amalie. 
År 1699 förgiftade hon soppan för hovdamen Anna Emilie von Dalwig, som var hennes kärleksrival om hovmannen Friedrich Emanuel von Køtschau: Dalwig överlevde efter en tids sjukdom, men mordförsöket upptäcktes. Hon dömdes 17 april 1699 till döden, vilket mildrades till fängelse, och sedan omvandlades till förvisning till Rønne.